# David Evans (skladatel)
David Evans (6. února 1874 – 17. května 1948) byl velšský hudební skladatel.

## Život
Narodil se ve vesnici Resolven na jihu Walesu a přestože se již od dětství zajímal o hudbu, jako teenager pracoval v těžebním průmyslu. Později se začal pod vedením skladatele Josepha Parryho učit hudbě a roku 1895 zahájil studium na Cardiffské univerzitě. Později se i on sám věnoval pedagogické činnosti. Zemřel ve vesnici Rhosllannerchrugog na severovýchodě Walesu.